# Platyrrhinus brachycephalus
Platyrrhinus brachycephalus là một loài động vật có vú trong họ Dơi mũi lá, bộ Dơi. Loài này được Rouk & Carter mô tả năm 1972.